# Lago San Roque

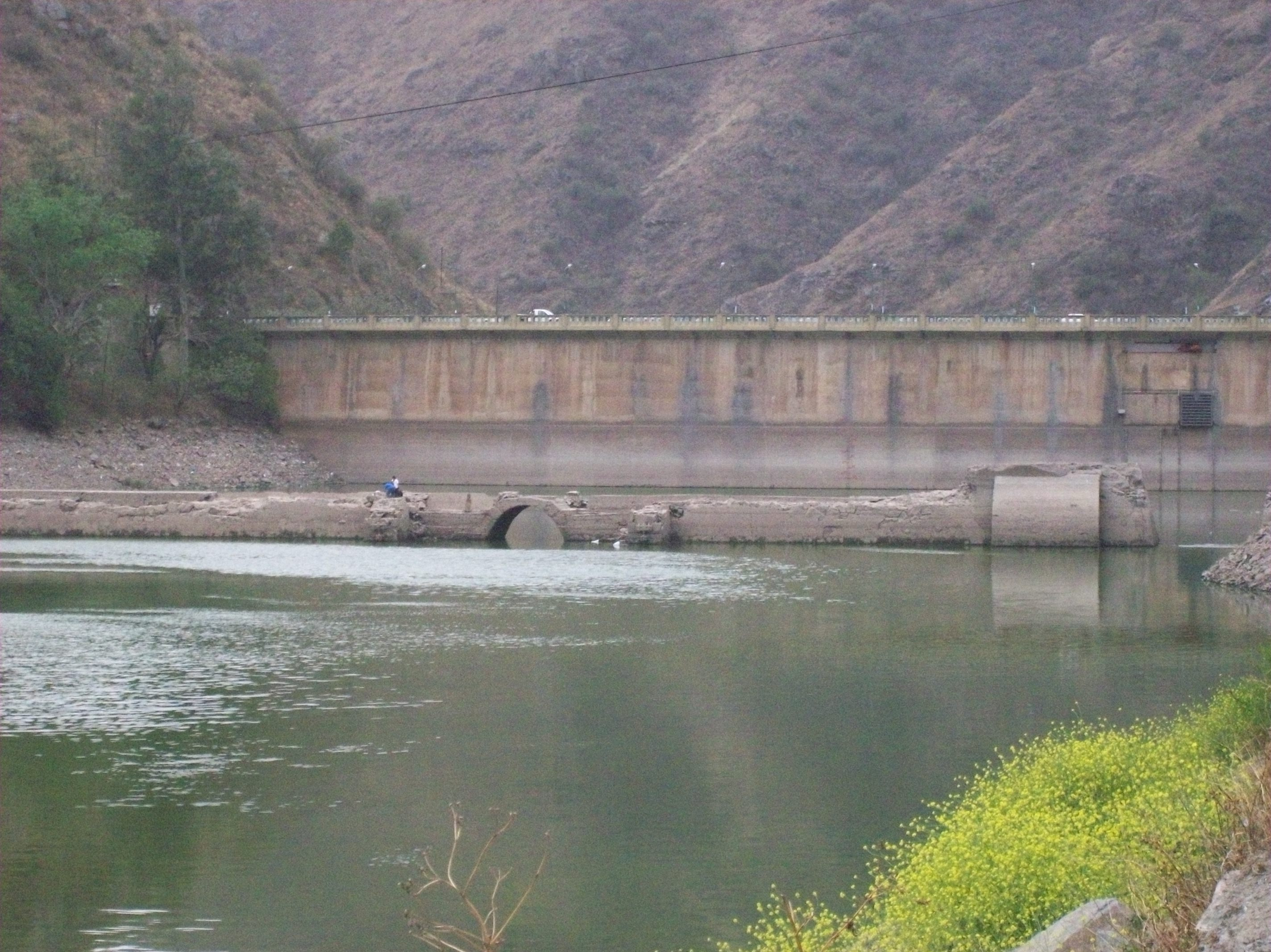
Alte und neue Staumauer

Der Lago San Roque, auch Dique San Roque und Embalse San Roque, ist ein Stausee im zentralen Argentinien in der Provinz Córdoba. Er liegt im Süden des Valle de Punilla, am Westende des Ballungsraums Gran Córdoba, 25 km von der Stadt Córdoba entfernt. 

## Geschichte und wirtschaftliche Nutzung
Die erste Staumauer wurde 1914 zum Zweck der Stromgewinnung und als Trinkwasserreservoir für Córdoba errichtet. Das Wasserkraftwerk war zu dieser Zeit das größte der Welt. 1944 wurde eine zweite Staumauer hinter der ursprünglichen erbaut und so der Wasserspiegel deutlich angehoben (siehe Talsperre San Roque). Heute spielt das Kraftwerk nur noch eine untergeordnete Rolle in der Stromversorgung, ein Teil ist inzwischen stillgelegt und zum Museum umgebaut worden. Die Wichtigkeit des Reservoirs für die Regulierung der Trinkwasserzufuhr für die Stadt Córdoba ist aber weiterhin enorm, da in der Region ausgeprägte Regen- (Sommer) und Trockenzeiten (Winter) herrschen. Wegen des starken Bevölkerungswachstums wird heute auch in Carlos Paz Wasser aus dem Stausee als Trinkwasser aufgearbeitet.

## Geographie
Der See bündelt die beiden relativ wasserreichen Flüsse Río San Antonio und Río Cosquín, die beide in der Sierra Grande entspringen. Hinter der Staumauer San Roque wird der Abfluss als Río Suquía oder Río Primero bezeichnet.

## Bevölkerung und Tourismus
Rund um den Lago San Roque befinden sich zahlreiche Fremdenverkehrszentren. Das bedeutendste ist Villa Carlos Paz (ca. 60.000 Einwohner) am Südufer, daneben ist Bialet Massé (5.000 Einwohner) am Nordufer zu nennen. Es gibt wegen der geringen Ausdehnung, von parkähnlichen Privatanlagen abgesehen, nur wenige unbebaute Stellen am See, die bedeutendste (ca. 6 km lang) ist nahe der Staumauer am Ostufer zu finden, da dort das Ufer wegen der Bergkette Sierra Chica steil und felsig ist und nur schwer bebaut werden kann. Eine ernsthafte Naturschutzpolitik findet diesbezüglich nicht statt, im Gegenteil erweitern bis heute alle Anrainerorte kontinuierlich ihr bebautes Gebiet. Insbesondere in den kleineren Orten steigt die Einwohnerzahl stark an: 4 % im Jahr in Carlos Paz, um 8 % (Bialet Massé, Santa Cruz, Parque Siquiman) bis 12 % (San Roque) und sogar 75 % im Fall des kleinsten Ortes Villa Lago Azul, der erst seit Anfang der 1990er Jahre existiert.
Das Schwimmen im See ist wegen der hohen Verschmutzung des Wassers nur in einigen begünstigten Gebieten entfernt von Carlos Paz gestattet. Dennoch wird er besonders im Sommer zur Ausübung vieler Wassersportarten (u. a. Windsurfing, Wasserski) sowie von Anbietern von Bootsfahrten genutzt.

## Anrainerorte
Folgende Städte und Ortschaften grenzen an den Lago San Roque (im Uhrzeigersinn von Süd nach Nord, Einwohnerzahl in Klammern):
- Villa Carlos Paz (56.407)
- Santa Cruz del Lago (1.637)
- Villa Lago Azul (169)
- Villa Parque Siquiman (816)
- Bialet Massé (4.543)
- Comuna San Roque (832)

Quelle der Einwohnerzahlen: Volkszählung 2001

## Referenzen
1. ↑  Vergleich der Volkszählungen 1991 und 2001, Quelle: INDEC (Memento des Originals vom 28. Dezember 2009 im Internet Archive)  Info: Der Archivlink wurde automatisch eingesetzt und noch nicht geprüft. Bitte prüfe Original- und Archivlink gemäß Anleitung und entferne dann diesen Hinweis.
2. ↑  Siehe INDEC (Memento des Originals vom 28. Dezember 2009 im Internet Archive)  Info: Der Archivlink wurde automatisch eingesetzt und noch nicht geprüft. Bitte prüfe Original- und Archivlink gemäß Anleitung und entferne dann diesen Hinweis.